# Megváltó Krisztus-székesegyház (Banja Luka)
A Megváltó Krisztus-székesegyház (szerbül: Саборна црква у Бањој Луци) szerb ortodox templom Banja Lukában, Bosznia-Hercegovinában, a Boszniai Szerb Köztársaságban.

## Története
A Szentháromság-templom a két világháború közötti Jugoszláviában épült Banja Luka központjában. A templom építése 1925-től 1929-ig tartott, 1939-ben, az Üdvösség napján szentelték fel ünnepélyesen. Az 1941. április 12-i német bombázás során a templomot találat érte, és az oltárrész (apszis) jelentősen megrongálódott. Ugyanezen év májusában az usztasák megparancsolták a szerbeknek, zsidóknak és romáknak, hogy tégláról téglára teljesen bontsák le.
A jugoszláviai kommunista kormány idején – miközben számos épületet újjáépítettek –, a lerombolt katedrálist nem engedték újjáépíteni. A második világháború után a templom helyén emlékművet állítottak az elesett katonáknak.
A boszniai háború idején a Banja Luka-i egyházmegye engedélyt kapott a lerombolt templom újjáépítésére, az elesett katonák emlékművét pedig egy közeli, szintén az egyház tulajdonában lévő helyszínre helyezték át. Az új templom építése 1993-ban kezdődött, amikor felszentelték az alapokat. Ezt az ünnepélyes aktust a szerb pátriárka végezte a Szerb ortodox egyház püspökeivel és papságával. A templomot a Megváltó Krisztus-székesegyház néven újjáépítették, mert időközben Banja Lukában egy újabb, a Szentháromság nevében felszentelt templom épült, a lebontott emlékére.
A székesegyház Mezopotámiából származó vörös és sárga travertínó kőből készült. Háromrétegű fallal épült: kőből, vasbetonból, téglából. A kupolákat Szibériából hozott aranyozott rozsdamentes acél borítja. A templom külső építési munkálatait 2004. szeptember 26-án fejezték be, amikor az első liturgiát is megtartották, melyet 8 püspök celebrált a Banja Lukai Egyházmegye papságával és espereseivel, több tízezer hívő jelenlétében.
Banja Luka legmagasabb vallási épülete, 47 méter magas harangtornyával és 22,5 méteres kupolájával. A székesegyházat Ephrem püspök szentelte fel 2009-ben a megváltás napján.
A Boszniai Szerb Köztársaság megalapításának és megünneplésének 20. évfordulója alkalmából Irinej pátriárka 2012. január 9-én a Szent Liturgiát ünnepelte a templomban.

## Képgyléria

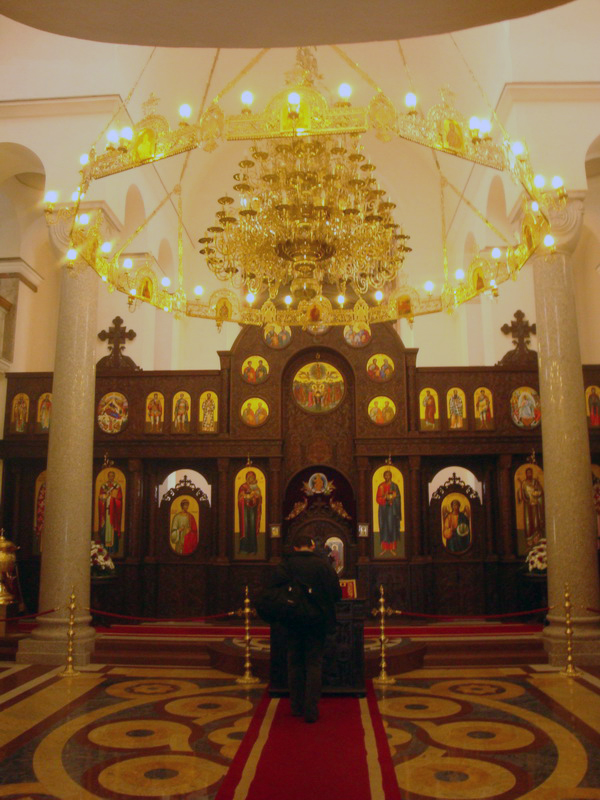
Az ikonosztáz képe
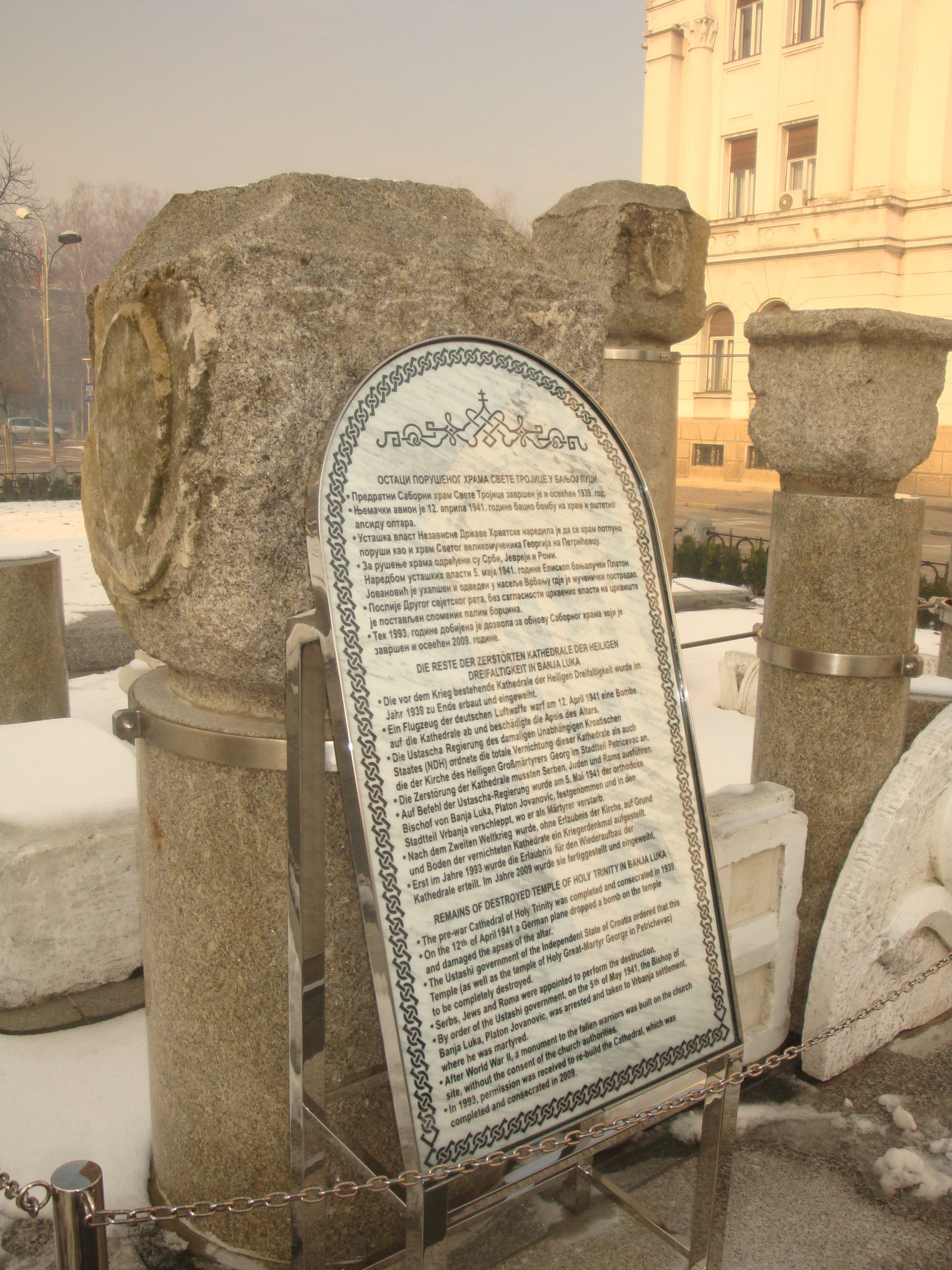
A régi Szentháromság-templom maradványai
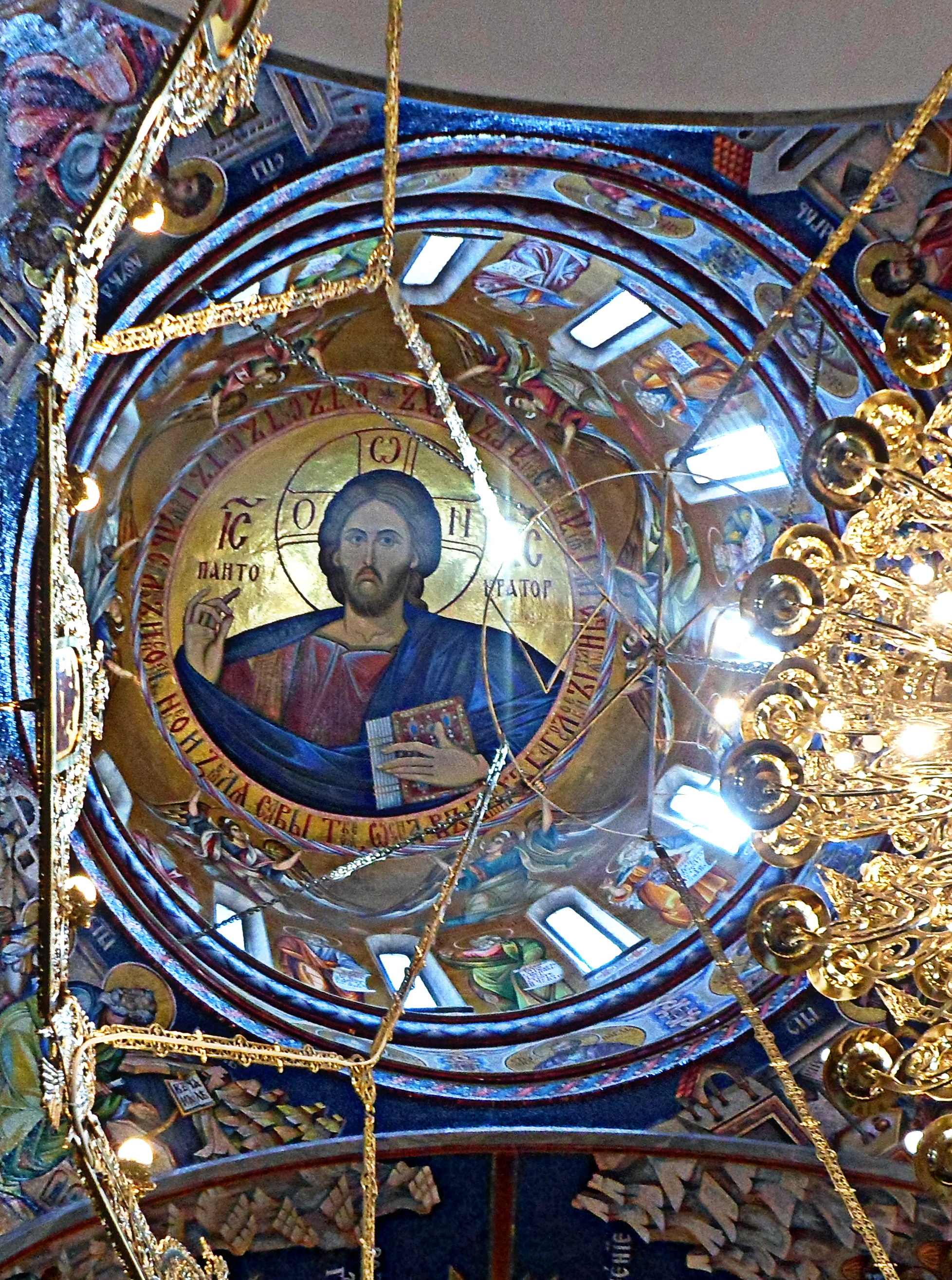
Pantokrátor Krisztus, freskó
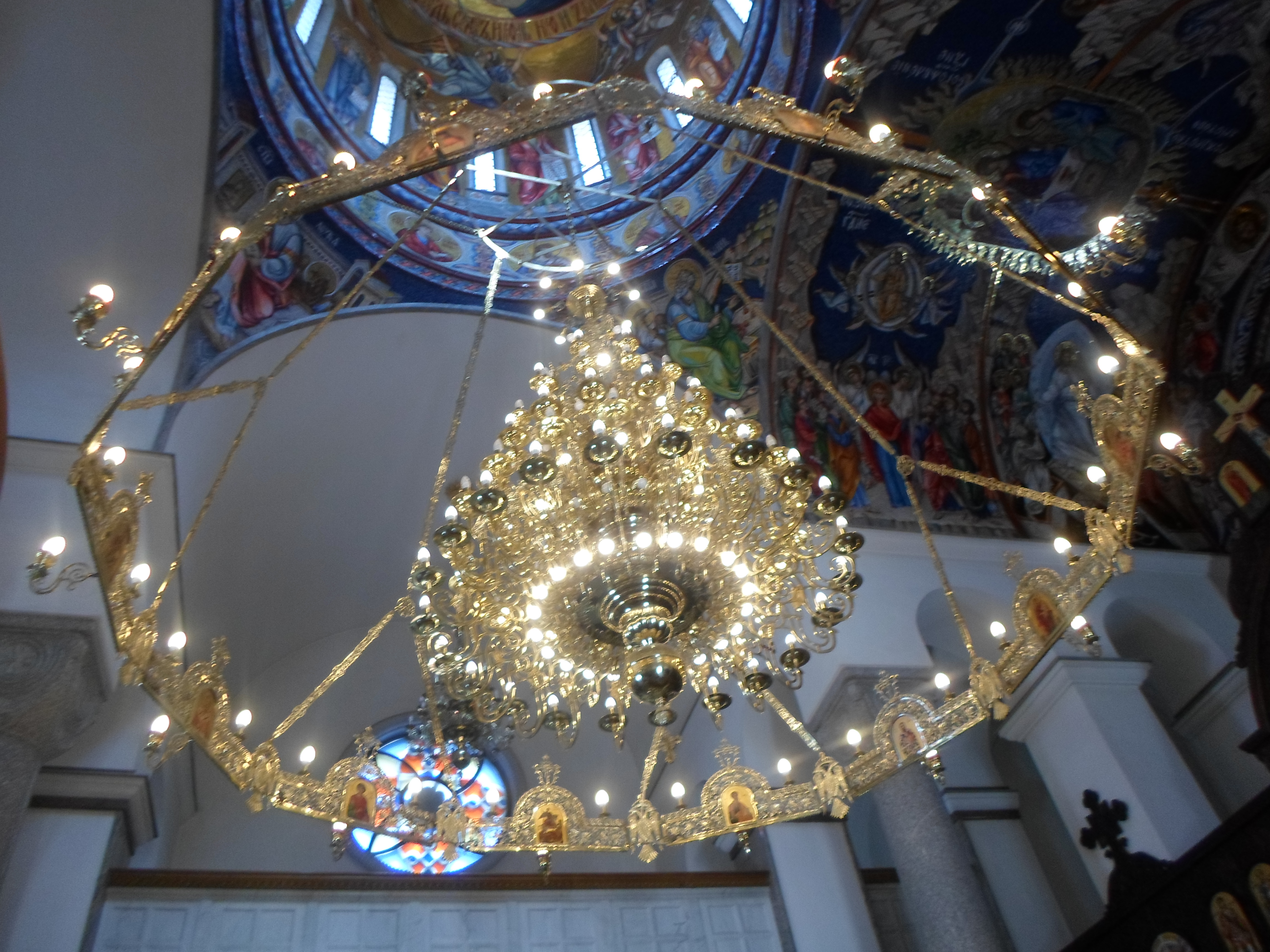
A katedrális csillára
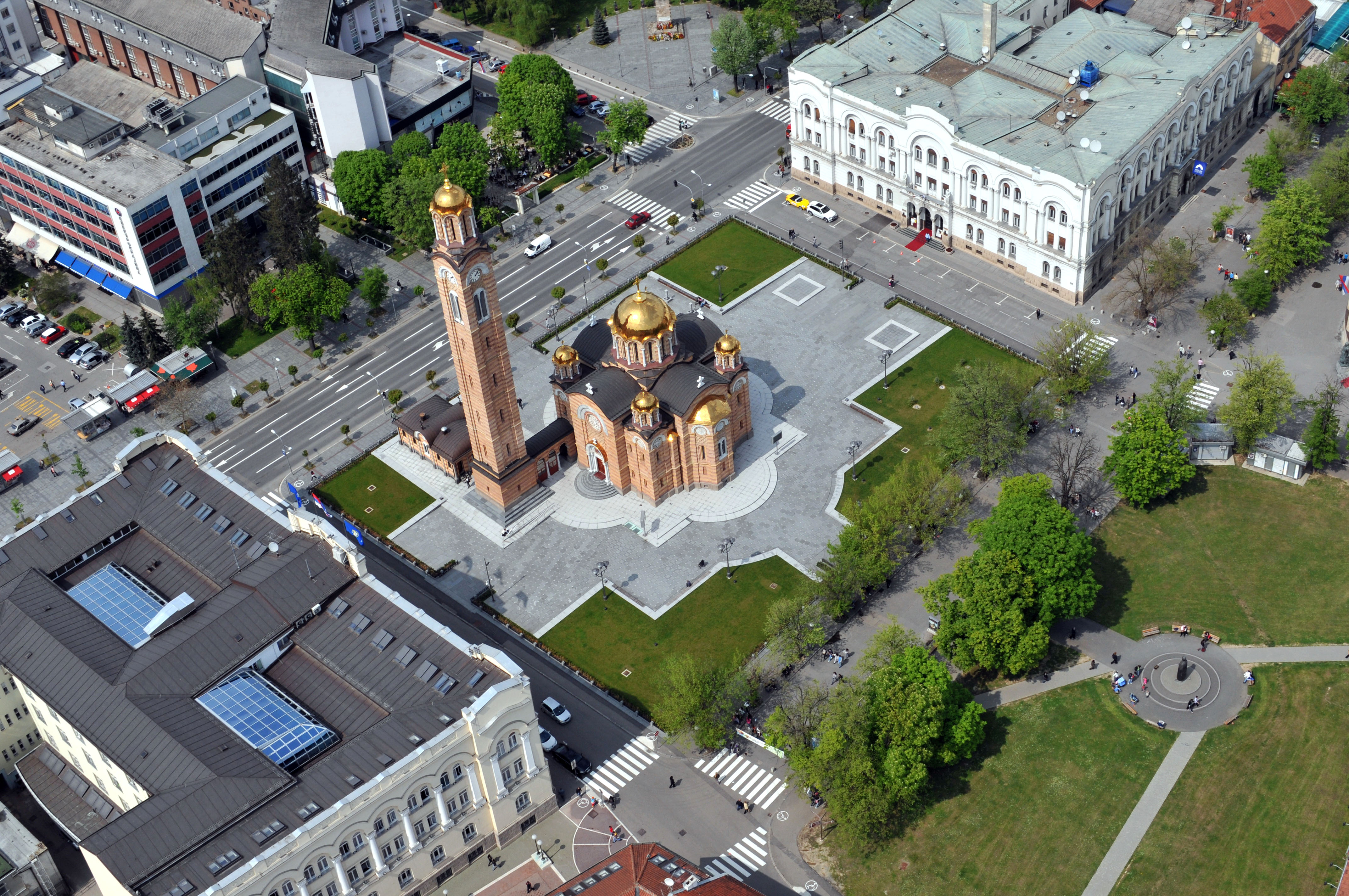
Kilátás a katedrálisra, légifotó
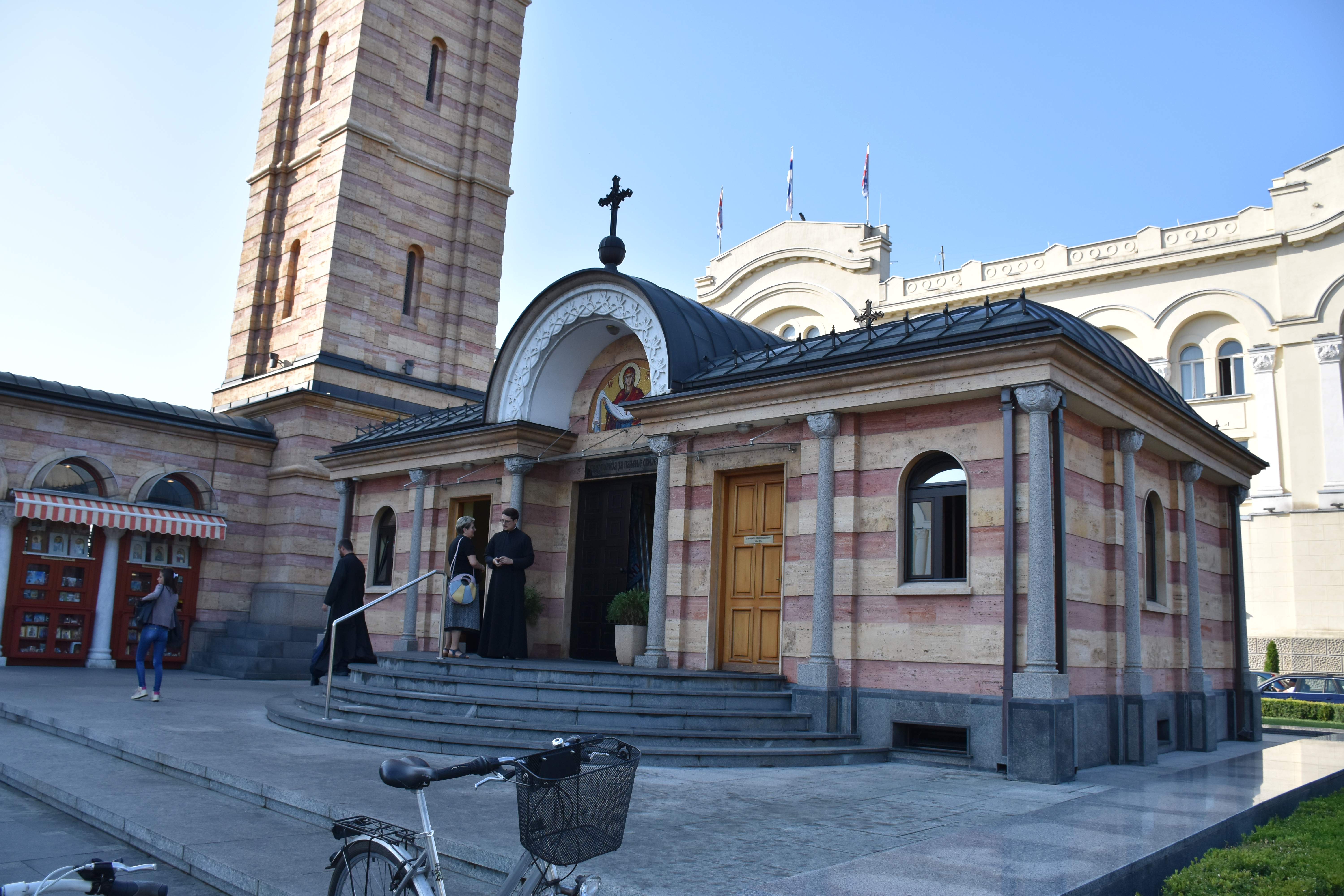
Kápolna gyertyagyújtáshoz
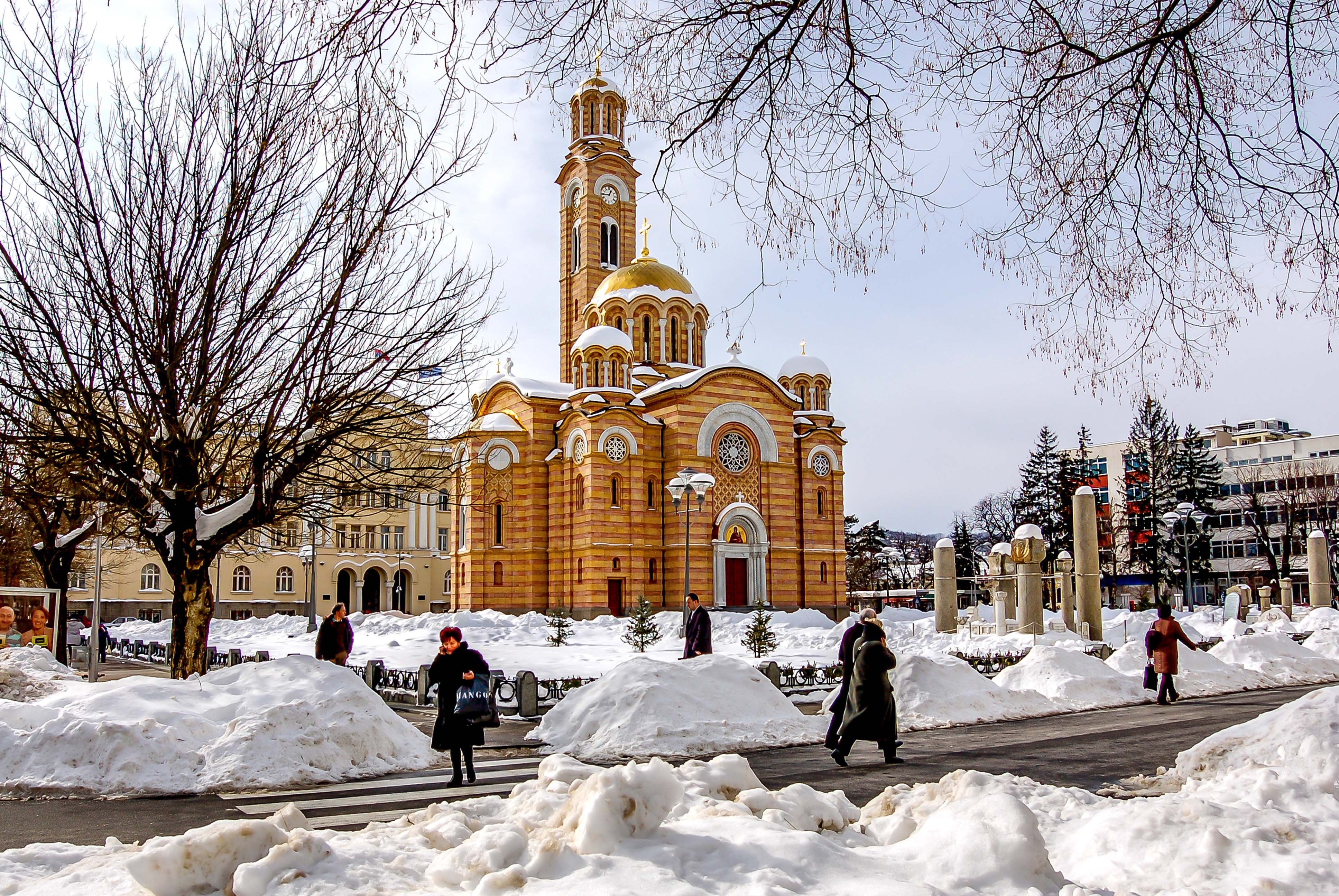
A katedrális télen

## Fordítás
- Ez a szócikk részben vagy egészben  a   Cathedral of Christ the Saviour, Banja Luka című angol Wikipédia-szócikk ezen változatának fordításán alapul.  Az eredeti cikk szerkesztőit annak laptörténete sorolja fel. Ez a jelzés csupán a megfogalmazás eredetét és a szerzői jogokat jelzi, nem szolgál a cikkben szereplő információk forrásmegjelöléseként.